# Вихелен
Вихелен (на нидерландски: Wichelen) е селище в Северна Белгия, окръг Дендермонде на провинция Източна Фландрия. Населението му е около 11 100 души (2006).